# Pedro I da Sérvia
Pedro I (em sérvio:  Петар I Карађорђевић; romanizado: Petar I Кarađorđević; 11 de julho [O.S. 29 de junho] de 1844 – 16 de agosto de 1921) foi Rei da Sérvia de 15 de junho de 1903 a 1 de dezembro de 1918. Em 1 de dezembro de 1918, tornou-se Rei dos Sérvios, Croatas e Eslovenos, e manteve esse título até sua morte, três anos depois. Como foi o rei da Sérvia durante um período de grande sucesso militar sérvio, foi lembrado pelos sérvios como Rei Pedro, o Libertador e também como o Velho Rei.
Pedro era o quinto filho e terceiro filho de Alexandre Karađorđević, Príncipe da Sérvia, e de sua esposa, Persida Nenadović. O príncipe Alexandre foi forçado a abdicar em 1858 e Pedro viveu com a família no exílio. Ele lutou com a Legião Estrangeira Francesa na Guerra Franco-Prussiana. Ele se juntou como voluntário sob o pseudônimo de Pedro Mrkonjić na revolta Herzegovina (1875-1877) contra o Império Otomano. Em 1883, o príncipe Pedro casou-se com a princesa Ljubica, filha do rei Nicolau I de Montenegro. Ljubica ficou conhecida como Princesa Zorka após seu casamento. Pedro e Zorka tiveram cinco filhos: Helena, Milena, Jorge, Alexandre e André. Após a morte de seu pai em 1885, Pedro tornou-se chefe da Dinastia Karađorđević.
Depois que o rei Alexandre I Obrenović foi assassinado durante o Golpe de Maio de 1903, Pedro  Karađorđević tornou-se o novo rei da Sérvia. Como rei, ele defendeu uma configuração constitucional para o país e era famoso pela sua política liberal. O governo de Pedro foi marcado pelo grande exercício das liberdades políticas, liberdade de imprensa, ascensão nacional, econômica e cultural, e é por vezes apelidado de "época de ouro" ou "época de Péricles".  Pedro foi o comandante supremo do Exército Real Sérvio nas Guerras dos Balcãs. Em 24 de junho de 1914, o idoso rei proclamou seu filho e herdeiro Alexandre como regente. Na Primeira Guerra Mundial, o Rei e o seu exército recuaram através do Principado da Albânia. Pedro morreu em 1921 aos 77 anos.

## Biografia
Pedro nasceu em Belgrado em 11 de julho [O.S. 29 de junho] de 1844. Ele foi o quinto de dez filhos do príncipe Alexander Karađorđević e sua consorte, Persida Nenadović.  Ele era neto de Karađorđe, o líder da Primeira Revolta Sérvia (1804–1813) e o fundador da Dinastia Karađorđević.  Pedro não nasceu na Corte Real, que na época passava por reformas, mas na casa do comerciante Miša Anastasijević. Seu nascimento não foi muito comemorado porque ele era o terceiro filho de seus pais e seu irmão mais velho, Svetozar, era o herdeiro do trono. 
O filho mais velho de seus pais, Aleksa, morreu três anos antes do nascimento de Pedro, aos cinco anos, quando Svetozar tornou-se herdeiro. Pedro não se tornou herdeiro até a morte de Svetozar em 1847, aos seis anos de idade.  Além de Belgrado, Pedro passou grande parte de sua infância na cidade de Topola, de onde se originou a dinastia Karađorđević. Ele recebeu sua educação primária em Belgrado. 

## Exílio

### Ensino pós-secundário e Guerra Franco-Prussiana

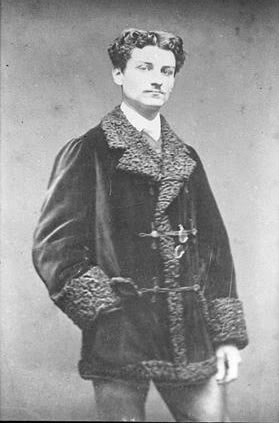
Pedro, c. 1865

Em 1858, quando Pedro, de quatorze anos, se preparava para partir para Genebra para cursar o ensino médio, seu pai foi forçado a abdicar do trono. Os rivais da Dinastia Karađorđević, a Dinastia Obrenović, foram reintegrados, e um príncipe Obrenović, Mihailo, reivindicou o trono.  As duas dinastias disputavam o poder desde 1817, quando Karađorđe foi assassinado por ordem de Miloš Obrenović, o fundador da Dinastia Obrenović. 
Pedro trocou Genebra por Paris em 1861 e matriculou-se no Collège Sainte-Barbe, localizado no coração do Quartier Latin da cidade. No ano seguinte, Pedro matriculou-se na Saint-Cyr, a academia militar de maior prestígio da França. Ele se formou na academia em 1864 e continuou morando em Paris por algum tempo depois disso. Durante este período, perseguiu interesses como fotografia e pintura, e leu obras de filosofia política, aprendendo sobre liberalismo, parlamentarismo e democracia. Em 1866 ingressou na Escola Superior Militar de Metz, onde frequentou até o ano seguinte.  Dois anos depois, sua tradução em sérvio de A Liberdade, de John Stuart Mill, foi publicada. 
Com a eclosão da Guerra Franco-Prussiana de 1870-71, Pedro juntou-se à Legião Estrangeira Francesa sob o pseudônimo de Petar Kara, juntamente com o parente Nikola Nikolajević.  Durante seu serviço, Pedro ocupou o posto de tenente  ou segundo-tenente,  dependendo da fonte, e lutou com o 1º Regimento Estrangeiro.  Ele participou da Segunda Batalha de Orléans em 3-4 de dezembro de 1870, bem como da Batalha de Villersexel em 9 de janeiro de 1871. Ele foi condecorado com a Legião de Honra por sua conduta durante as duas batalhas, mas foi capturado pelos prussianos logo depois. Ele conseguiu escapar do cativeiro e voltou para a frente. Pedro esteve envolvido na Comuna de Paris na primavera de 1871, juntamente com o amigo próximo e parente Vladimir Ljotić, embora a natureza exata do seu envolvimento permaneça desconhecida. 

### Atividades de guerrilha

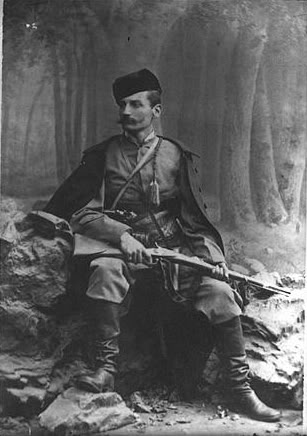
Peter em uniforme de guerrilha, c. 1875

Com a eclosão da Crise do Grande Oriente de 1875-1878, que eclodiu depois que os rebeldes sérvios bósnios em Nevesinje organizaram uma revolta contra o Império Otomano, Pedro regressou aos Balcãs e lutou contra os otomanos no noroeste da Bósnia. Adotou o nome de guerra de Petar Mrkonjić, e ao chegar às regiões de Banija e Kordun na Áustria-Hungria, assumiu o controle de uma unidade de guerrilha de cerca de 200 homens. 
Ele chegou a Bosanska Dubica em agosto de 1875, mas foi recebido com frieza. Ele descobriu que o príncipe Milan da Sérvia estava conspirando para assassiná-lo, temendo que Pedro tentasse recuperar o trono da dinastia Obrenović. Esta revelação, combinada com uma série de derrotas no campo de batalha, obrigou Pedro e os seus seguidores a deixar a Bósnia e a retirar-se para a Áustria-Hungria. 
Posteriormente foram detidos pelo Exército Austro-Húngaro na aldeia de Bojna, perto de Glina. Pedro escapou, voltou para a Bósnia e organizou outro bando de rebeldes. Mais uma vez, o seu envolvimento nos combates despertou suspeitas em Belgrado e, em maio de 1876, a sua presença revelou-se causadora de divisão. Os rebeldes dividiram-se em três campos distintos: um que apoiava Pedro, outro que apoiava Milão e um terceiro que defendia a arbitragem austro-húngara. Não desejando causar mais divisões entre os rebeldes, Pedro concordou em deixar a Bósnia. Antes de sua partida, ele escreveu uma carta a Milão explicando por que estava deixando o campo de batalha e oferecendo-se para fazer a paz com a dinastia Obrenović. 
Apesar de suas tentativas de fazer a paz com Milão, acusações de traição continuaram a ser levantadas contra Pedro. Ele decidiu viajar para Kragujevac, sede do Governo Real Sérvio, e discursar na Assembleia Nacional na tentativa de limpar seu nome. Em 1877, uma revolta antigovernamental eclodiu na região de Toplica, no sul da Sérvia, pela qual Milão culpou os simpatizantes de Pedro e Karađorđević. Pedro foi acusado de traição e colaboração com os otomanos. 
No verão de 1878, ele cruzou ilegalmente a fronteira entre a Sérvia e a Áustria-Hungria em Golubac através do Danúbio. Pedro e o seu guia perderam-se nas montanhas de Homolje e foram forçados a esconder-se das autoridades no deserto. Pedro regressou à Áustria-Hungria pouco depois, mas foi preso pela polícia austro-húngara e internado na casa da família Karađorđević, em Bokszeg. Em 1878, ele foi autorizado a deixar Bokszeg. Ele foi primeiro para Budapeste e depois para Paris. Durante este período, foi monitorado de perto por espiões austro-húngaros, que tomaram nota de todos os seus movimentos. 
Em janeiro de 1879, foram iniciados processos judiciais contra Pedro e seus companheiros mais próximos em Smederevo. O demandante, o príncipe Milan, alegou que Pedro e seus seguidores tentaram derrubar a dinastia Obrenović e colocar Karađorđević no trono. Pedro e seus companheiros foram acusados de alta traição, cuja pena obrigatória era a morte. Como vivia em Paris na época do processo, Pedro foi condenado à revelia e sentenciado à morte por enforcamento. 

### Mudança para Cetinje

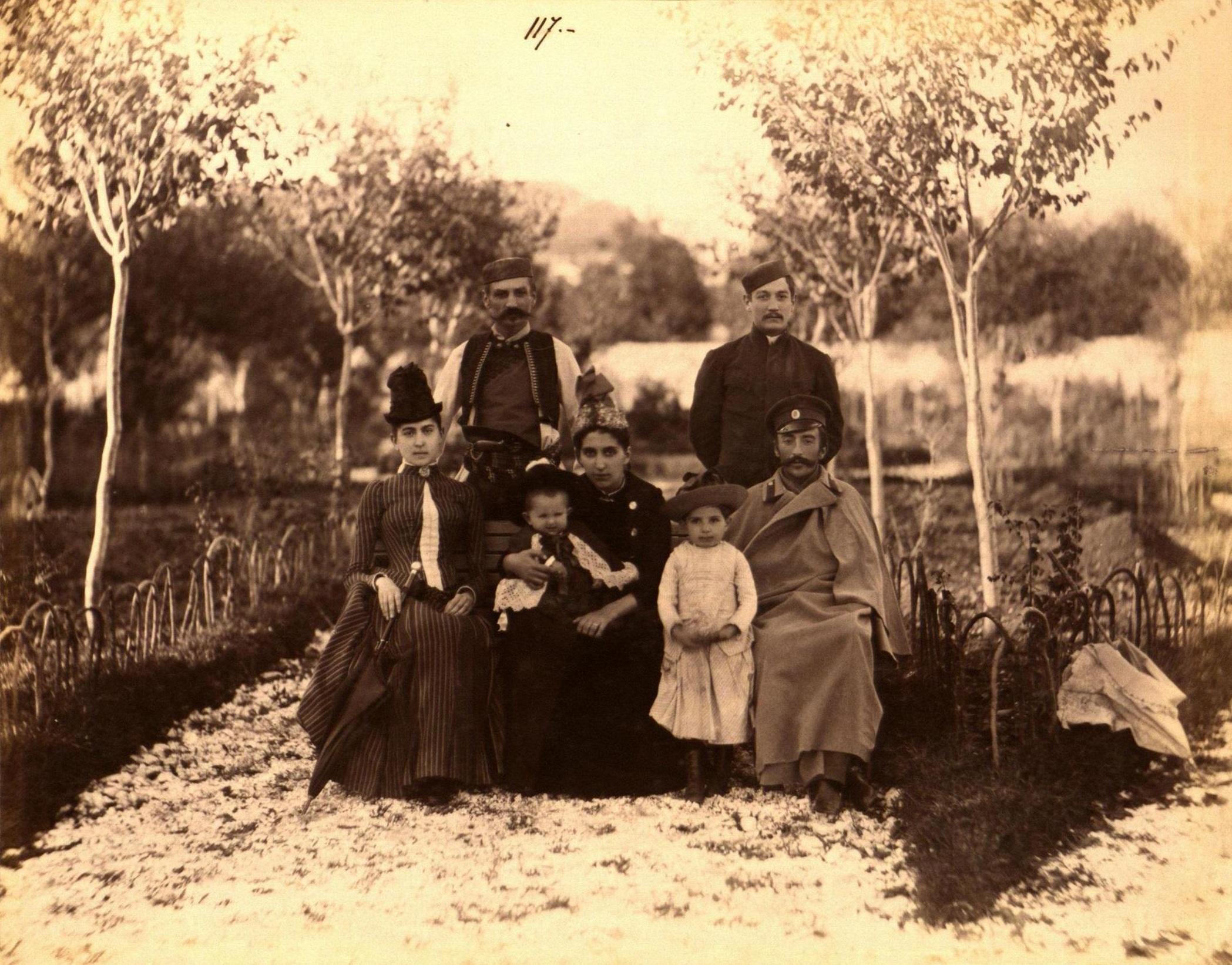
Pedro (extrema esquerda, em pé) com sua família em Cetinje, c. 1890

Em 1883, Pedro mudou-se para Cetinje, capital do segundo estado sérvio independente, Montenegro, com a intenção de se casar com a filha mais velha do governante de Montenegro, o príncipe Nicolau. Pedro e Ljubica Petrović-Njegoš casaram-se em Cetinje no verão de 1883. O casamento perturbou o volátil equilíbrio geopolítico da região, causando grande desconforto nas capitais austro-húngara, russa e sérvia. Belgrado percebeu isso como um sinal de crescente proximidade entre as dinastias Petrović-Njegoš e Karađorđević. As relações entre os dois estados sérvios pioraram, assim como as relações entre a Áustria-Hungria e a Rússia, que há décadas disputava o poder nos Balcãs. 
Quando seu pai morreu na primavera de 1885, Pedro tornou-se chefe da Casa de Karađorđević e assumiu o título de príncipe. A Sérvia, anteriormente um principado, foi declarada reino em 1882, e daí em diante, o monarca sérvio usou o título de Rei da Sérvia. Ljubica morreu durante o parto em março de 1890. O casal teve cinco filhos, três dos quais atingiram a idade adulta: Helena (Jelena), Milena, Jorge (Đorđe), Alexandre (Aleksandar) e André (Andrej). Milena morreu na infância e André  morreu junto com a mãe durante o parto. 
Após a morte de seu pai, a situação financeira de Pedro deteriorou-se e ele tornou-se dependente de seu sogro, bem como da Rússia e de seu irmão Jorge, para obter apoio. Após a derrota do Exército Real Sérvio na Guerra Servo-Búlgara de 1885, Pedro e Nicolau elaboraram um plano para invadir a Sérvia e derrubar a dinastia Obrenović. No último minuto, Nicholas abandonou a ideia. Pedro sentiu-se traído pela decisão do Príncipe de desistir, levando a uma animosidade duradoura. No entanto, permaneceu em Cetinje até 1894, dedicando-se aos filhos sobreviventes, que ali concluíram o ensino primário. 
Em 1894, Pedro mudou-se para Genebra com seus três filhos, onde permaneceria até 1903.  Em 1899, o czar Nicolau II convidou o príncipe Jorge e o príncipe Alexandre, bem como o sobrinho de Pedro, Paulo, para frequentar gratuitamente a academia militar Corpo de Pajens em São Petersburgo. Devido à sua má situação financeira, que o impediu de enviar os meninos para escolas particulares na Suíça, Pedro aceitou a oferta do czar. 

### Golpe de Maio

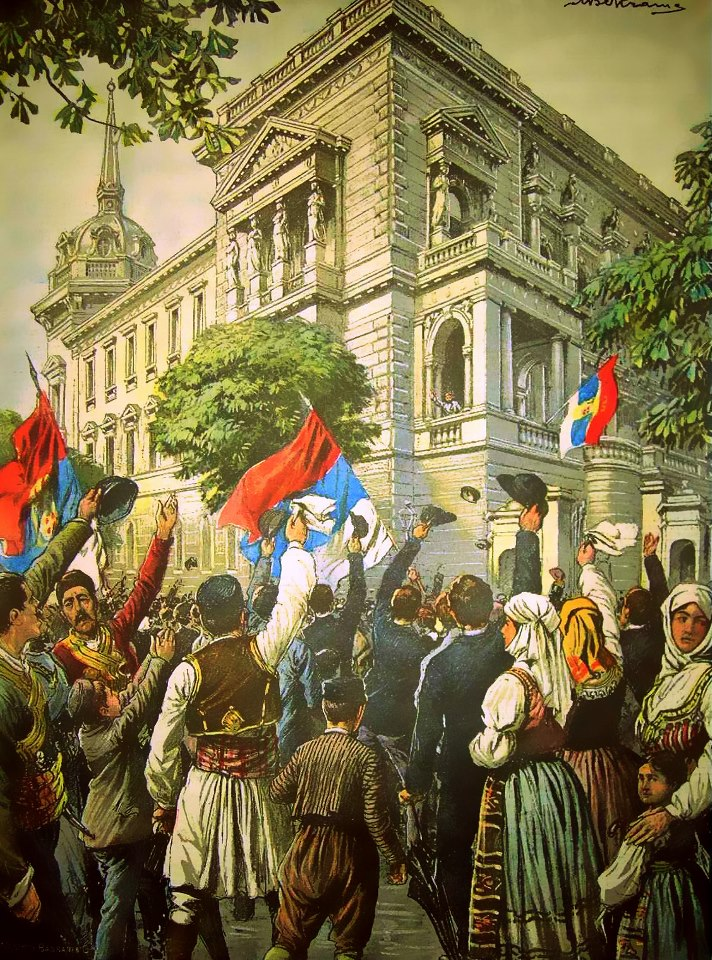
Uma ilustração de Achille Beltrame por ocasião da entronização de Pedro I

Em julho de 1900, o rei Alexandre, filho de 23 anos de Milan, casou-se com Draga Mašin, uma dama de companhia viúva doze anos mais velha e com reputação de promiscuidade. Acreditava-se também que Mašin era infértil, levantando questões quanto à viabilidade da linha Obrenović. O casamento gerou indignação entre o corpo de oficiais e levou a uma conspiração para remover Alexandre do trono. Os oficiais, liderados por Dragutin Dimitrijević ("Apis"), inicialmente tentaram expulsar Alexander e Draga, mas perceberam que isso precipitaria um conflito entre os campos pró-Karađorđević e pró-Obrenović dentro do país. 
No outono de 1901, os conspiradores resolveram matar o Rei e a Rainha, evitando assim uma possível guerra civil. Alguns oficiais propuseram colocar no trono um príncipe inglês ou alemão. Outro sugeriu o príncipe Mirko, segundo filho de Nicolau de Montenegro, e outros defenderam a formação de uma república.  As condições políticas na Europa eram tais que a proclamação de uma república só teria aumentado a ira das Grandes Potências em relação à Sérvia no caso de Alexandre ser derrubado, dando à Áustria-Hungria um pretexto para invadir. 
Os preparativos para o golpe ocorreram entre 1901 e 1903. Os conspiradores decidiram colocar Pedro no trono em novembro de 1901, mas Pedro tinha pouca confiança neles e as suas ofertas iniciais foram rejeitadas. Ele aceitou as ofertas com a condição de que oficiais em sua confiança participassem da conspiração e insistiu que ele próprio não participaria. Ele também disse aos oficiais que concordaria em assumir o trono somente se sua ascensão fosse aprovada pela Assembleia Nacional. 
Na época do golpe, Pedro estava de férias com os filhos e planejando visitas à Rússia e à Romênia, sugerindo que não estava ciente do que estava para ocorrer.  Os oficiais invadiram o palácio real na noite de 10 de junho [O.S. 29 de maio] de 1903 e atirou no Rei e na Rainha, mutilando seus cadáveres com sabres e jogando-os de uma varanda do terceiro andar.  Os assassinatos resultaram na extinção da linha Obrenović e resolveram a rivalidade de um século entre as dinastias Karađorđević e Obrenović. 
Pedro expressou satisfação com o desfecho da trama, bem como arrependimento pelo derramamento de sangue ocorrido, descrevendo-a como "nem cavalheiresca, nem digna do século XX". Em 10 de junho [O.S. 2 de junho] de 1903, por decisão da Assembleia Nacional, Pedro foi convocado para assumir o trono sérvio.  Ele chegou a Belgrado em 26 de junho [O.S. 13 de junho] de 1903. 
A ascensão de Pedro ao trono foi recebida com grande entusiasmo pelos nacionalistas eslavos do sul, que acreditavam que ele conseguiria unir os eslavos do sul que viviam na Sérvia, Montenegro, Áustria-Hungria e no Império Otomano. Em Viena, a caminho de Belgrado, foi recebido por uma multidão de eufóricos estudantes sérvios e croatas, que o aclamaram como "o primeiro rei iugoslavo". 

## Reinado

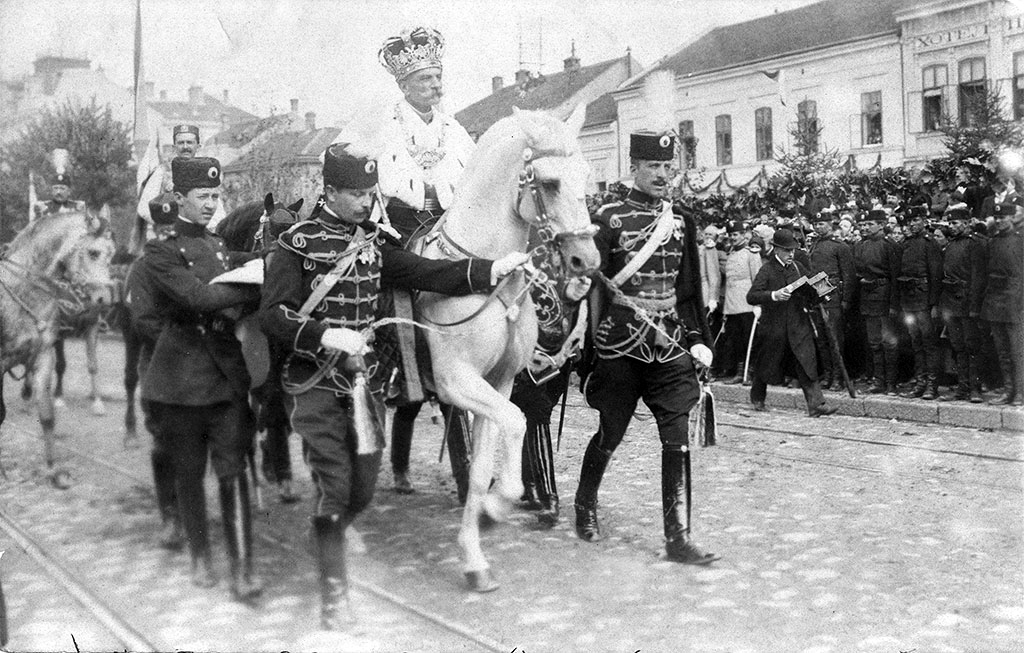
Pedro saindo da Catedral de São Miguel a cavalo após sua coroação

### Adesão
O assassinato do casal real perturbou e chocou grande parte da Europa, mas muitos sérvios reagiram com entusiasmo.  A Rússia reconheceu imediatamente a decisão da Assembleia Nacional de declarar Pedro o próximo Rei da Sérvia e expressou satisfação pelo facto de as intrigas interdinásticas que assolavam o país desde o início do século XIX terem chegado ao fim. A Áustria-Hungria declarou a sua neutralidade sobre o assunto, mas, em privado, os decisores políticos em Viena expressaram esperança de que a adesão de Pedro teria um efeito apaziguador. 
O Reino Unido exigiu que os principais conspiradores fossem severamente punidos e, quando o Governo Real Sérvio negligenciou o cumprimento deste pedido, os britânicos cortaram todos os laços diplomáticos.  Várias outras nações europeias seguiram os passos do Reino Unido e também romperam laços.  Pedro não tinha poder ou autoridade para punir os conspiradores. Ele também sentiu um profundo sentimento de obrigação para com eles, reconhecendo que não teria sido capaz de assumir o trono se não fosse por suas ações. 

### Coroação

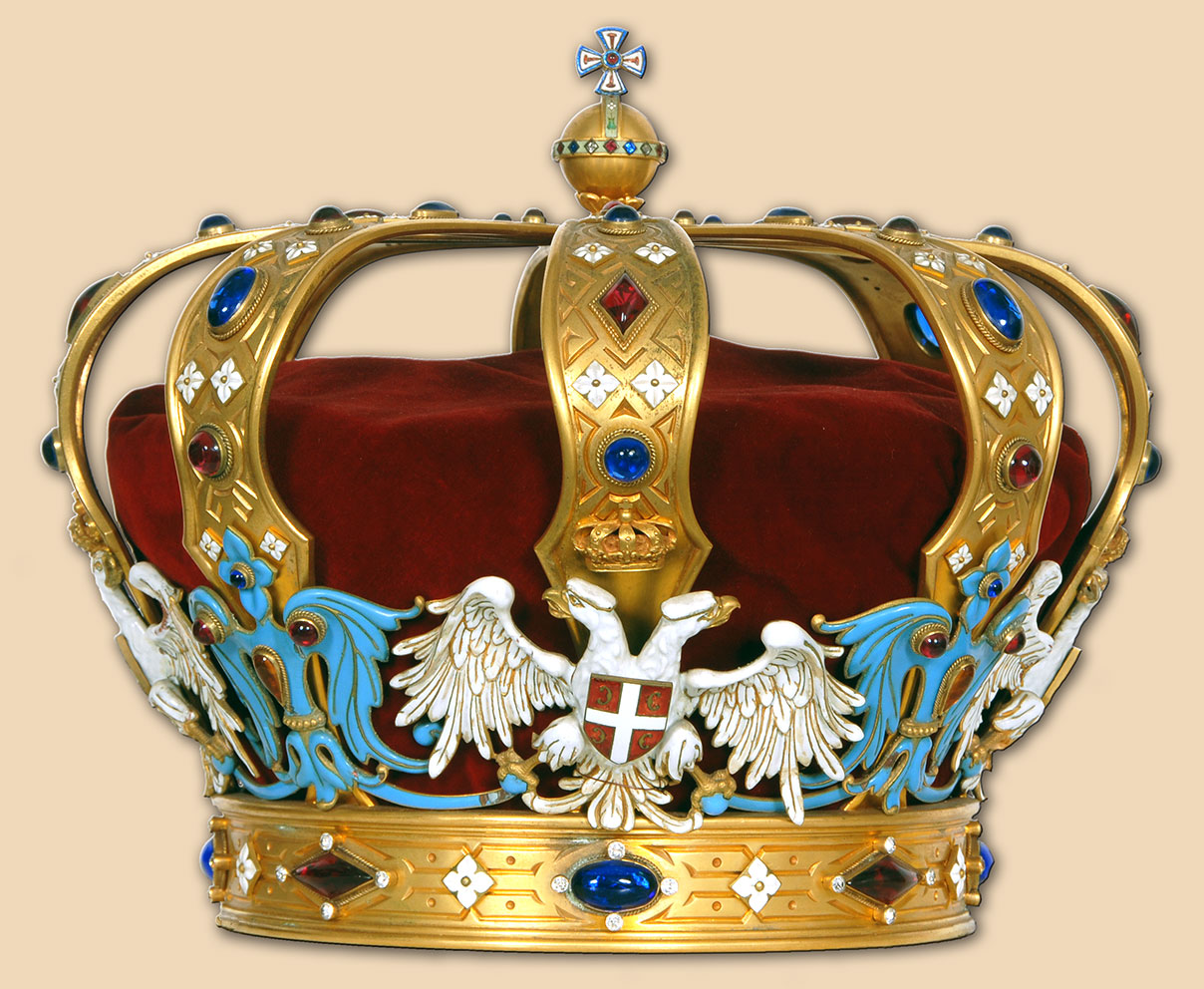
Coroa Karađorđević

Pedro foi coroado na Catedral de São Miguel, em Belgrado, em 21 de setembro [O.S. 8 de setembro] de 1904.  A cerimónia de coroação a primeira na história moderna da Sérvia pretendia demonstrar que uma nova era havia começado.  O intervalo de um ano entre o regresso de Pedro à Sérvia e a sua coroação fez deliberadamente com que a cerimônia coincidisse com o 100º aniversário da Primeira Revolta Sérvia, na esperança de dar aos estadistas europeus tempo para aceitarem o golpe palaciano.  No entanto, apenas compareceram representantes do Montenegro e da Bulgária. 
Novos trajes reais, compostos por coroa, cetro, orbe e manto real, foram encomendados especialmente para a ocasião aos joalheiros parisienses Falize Frères.  Arnold Muir Wilson, cônsul honorário da Sérvia em Sheffield, e seu cinegrafista, Frank Mottershaw, filmaram a procissão do Rei Pedro e um desfile após a coroação. Este é o filme mais antigo gravado em Belgrado.  De acordo com o historiador de cinema Paul Smith, também é provavelmente o primeiro noticiário da história. 

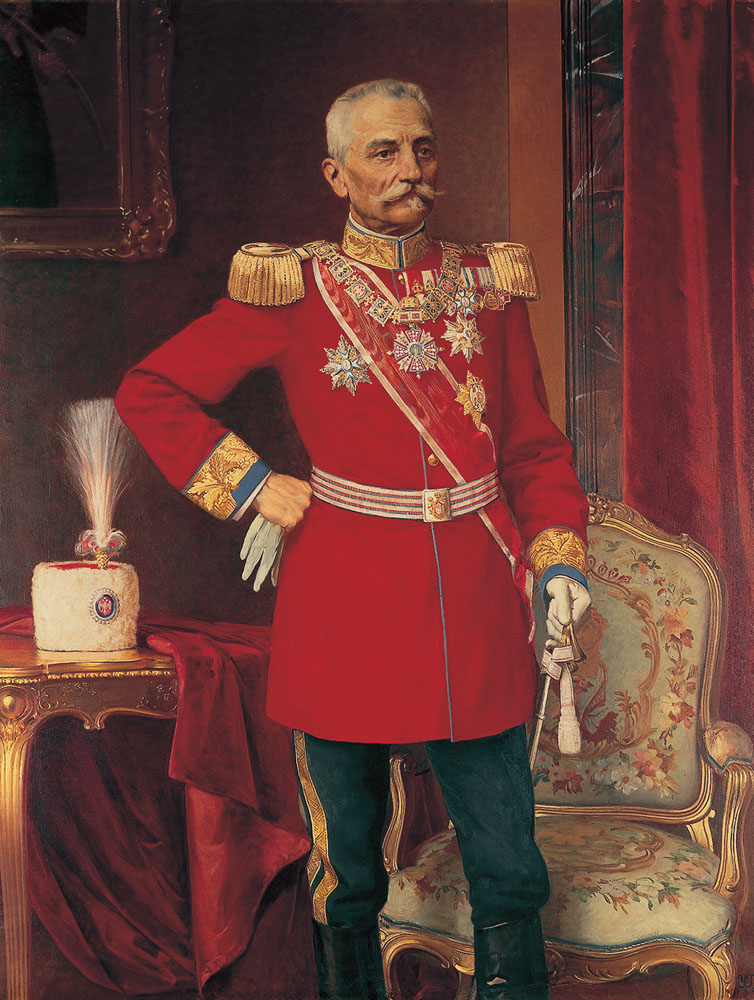
Rei Pedro, de Uroš Predić

### Relações Exteriores
Durante o reinado de Pedro I o Reino da Sérvia expandiu-se para o sul, incorporando grande parte de Sandžak e Kosovo e Metohija em 1912 na Primeira Guerra Balcânica. A Sérvia controlou temporariamente partes do norte da Albânia, mas teve de ceder essas partes à Albânia em 1912-1913. Em novembro de 1918, pouco antes da fundação do Reino dos Sérvios, Croatas e Eslovenos em dezembro de 1918, a Sérvia adquiriu alguns novos territórios como Sírmia, Banato, Bačka e Montenegro e que mais tarde passaram a fazer parte do novo reino.
O primeiro-ministro mais proeminente durante o reinado de Pedro I foi Nikola Pašić. No início do reinado de Pedro, Pašić se opôs ao novo rei, considerando ilegal sua ascensão ao trono. No entanto, ele rapidamente mudou de ideia depois de ver que o povo sérvio aceitou o rei Pedro. No final das contas, o único conflito que ele teve com Pedro durante o reinado de 18 anos dizia respeito ao salário do rei.
Pedro I da Sérvia via a Rússia Imperial como o principal aliado da Sérvia. A Rússia se opôs à política anterior da dinastia Obrenović, que dependia fortemente da Áustria-Hungria, que o público sérvio detestava. 

#### Primeira Guerra Balcânica

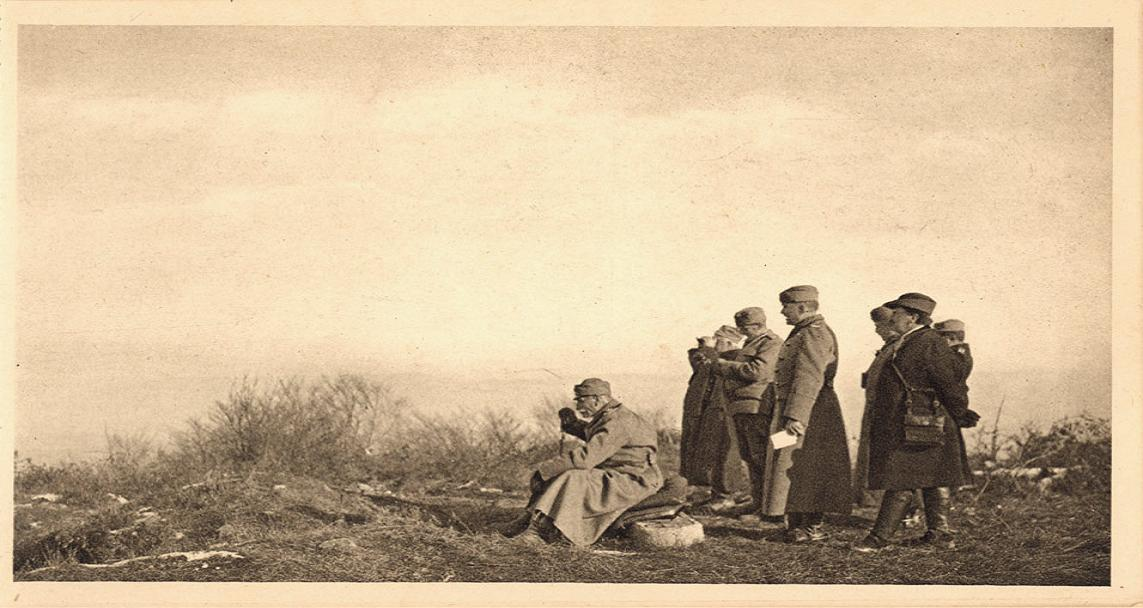
Pedro I (sentado)

A Primeira Guerra Balcânica começou em outubro de 1912 e terminou em maio de 1913. Envolveu ações militares da Liga Balcânica (Bulgária, Sérvia, Grécia e Montenegro) contra o Império Otomano. Os exércitos combinados dos estados balcânicos superaram os exércitos otomanos numericamente inferiores e estrategicamente desfavorecidos e alcançaram um sucesso rápido. Como resultado da guerra, os aliados capturaram e dividiram quase todos os territórios europeus restantes do Império Otomano. 
Em maio de 1912, os revolucionários hamidianos albaneses, que queriam reinstalar o sultão Abdulamide II no poder, expulsaram as forças dos Jovens Turcos de Skopje e avançaram para o sul em direção a Manastir (atual Bitola), forçando os Jovens Turcos a conceder autonomia efetiva sobre grandes regiões em junho de 1912. A Sérvia, que ajudou a armar os rebeldes católicos albaneses e hamidianos e enviou agentes secretos a alguns dos líderes proeminentes, tomou a revolta como um pretexto para a guerra. Sérvia, Montenegro, Grécia e Bulgária estiveram em conversações sobre possíveis ofensivas contra o Império Otomano antes do início da revolta albanesa de 1912; um acordo formal entre a Sérvia e Montenegro foi assinado em 7 de março. 

Em 18 de outubro de 1912, Pedro I da Sérvia emitiu uma declaração, "Ao povo sérvio", que parecia apoiar tanto os albaneses quanto os sérvios:
"Os governos turcos não demonstraram interesse nos seus deveres para com os seus cidadãos e fizeram ouvidos moucos a todas as reclamações e sugestões. As coisas ficaram tão fora de controlo que ninguém ficou satisfeito com a situação na Turquia na Europa. Tornou-se insuportável para os sérvios , os gregos e também para os albaneses. Pela graça de Deus, ordenei ao meu bravo exército que se juntasse à Guerra Santa para libertar os nossos irmãos e garantir um futuro melhor. Na Velha Sérvia, o meu exército enfrentará não só aos sérvios cristãos, mas também aos sérvios muçulmanos, que nos são igualmente queridos, e, além deles, aos albaneses cristãos e muçulmanos, com quem o nosso povo partilha alegrias e tristezas há treze século. Para todos eles levamos liberdade, fraternidade e igualdade." 
Em busca de aliados, a Sérvia negociou um contrato com a Bulgária. O acordo previa que, em caso de vitória contra os otomanos, a Bulgária receberia toda a Macedônia ao sul da linha Kriva Palanka - Ocrida. A Bulgária aceitou a expansão sérvia para o norte das montanhas Shar (isto é, Kosovo). A área interveniente foi acordada em ser “disputada”; seria arbitrado pelo Imperador da Rússia no caso de uma guerra bem-sucedida contra o Império Otomano. Durante o curso da guerra, tornou-se evidente que os albaneses não consideravam a Sérvia um libertador, como sugerido pelo rei Pedro I, nem as forças sérvias observaram sua declaração de amizade para com os albaneses. 
Pedro I liderou o exército sérvio ao lado de marechais como Radomir Putnik, Stepa Stepanović, Božidar Janković e Petar Bojović. A Sérvia enviou 230 mil soldados (de uma população de apenas 2.912.000 pessoas) com cerca de 228 armas, agrupados em 10 divisões de infantaria. 

#### Segunda Guerra dos Balcãs e consequências
Insatisfeita com a sua parte nos despojos da Primeira Guerra dos Balcãs, a Bulgária atacou os seus antigos aliados, a Sérvia e a Grécia, e iniciou a Segunda Guerra dos Balcãs em 29 de junho de 1913. Os exércitos sérvio e grego repeliram a ofensiva búlgara e contra-atacaram, entrando na Bulgária. Tendo a Bulgária também se envolvido em disputas territoriais com a Romênia, esta guerra provocou a intervenção romena contra a Bulgária. O Império Otomano aproveitou a situação para recuperar alguns territórios perdidos na guerra anterior. 
Quando as tropas romenas se aproximaram da capital búlgara, Sófia, a Bulgária pediu um armistício, resultando no Tratado de Bucareste de 1913, no qual a Bulgária teve de ceder partes dos seus ganhos na Primeira Guerra dos Balcãs à Sérvia, Grécia e Roménia. A Segunda Guerra dos Balcãs deixou a Sérvia como o estado militarmente mais poderoso ao sul do Danúbio. Anos de investimento militar financiado por empréstimos franceses deram frutos. O Vardar Central e a metade oriental do Sanjaco de Novi Pazar foram adquiridos. Seu território cresceu em extensão de 18.650 para 33.891 milhas quadradas e sua população cresceu em mais de um milhão e meio. 

Estandarte do Rei da Sérvia

Devido aos seus esforços constantes e intensos nas Guerras Balcânicas, a saúde de Pedro piorou. Ao mesmo tempo, a Mão Negra representava um núcleo de oposição militar à Assembleia Nacional. Agindo dentro do governo e dos militares, os membros da Mão Negra forçaram Pedro a dissolver o governo de Nikola Pašić, embora o Partido Radical detivesse a maioria dos assentos na Assembleia Nacional. Só após a intervenção russa e com a ajuda da capital francesa a crise foi resolvida a favor de Pašić. O rei Pedro teve de se retirar, alegadamente devido à sua saúde debilitada, e, em 24 de junho de 1914, passou os seus poderes e deveres reais ao seu herdeiro aparente, Alexandre. 

### Política
O rei Pedro, educado no Ocidente, tentou liberalizar a Sérvia com o objetivo de criar uma monarquia constitucional de estilo ocidental. Pedro I tornou-se gradualmente muito popular pelo seu compromisso com a democracia parlamentar que, apesar de certa influência das camarilhas militares na vida política, funcionou adequadamente. A Constituição de 1903 foi uma versão revista da Constituição de 1888, baseada na Constituição Belga de 1831, considerada uma das mais liberais da Europa. Os governos foram escolhidos pela maioria parlamentar, principalmente do Partido Radical Popular liderado por Nikola Pašić e do Partido Radical Independente liderado por Ljubomir Stojanović.  
O próprio rei Pedro era favorável à ideia de um governo de coligação mais amplo que impulsionasse a democracia sérvia e ajudasse a seguir um rumo independente na política externa. Em contraste com a dinastia austrófila Obrenović, o rei Pedro I confiou na Rússia e na França, o que provocou uma hostilidade crescente por parte da Áustria-Hungria, de mentalidade expansionista. O Rei Pedro I fez duas visitas solenes a São Petersburgo e Paris, respectivamente, em 1910 e 1911, para ser saudado como um herói tanto da democracia como da independência nacional nos problemáticos Balcãs. 

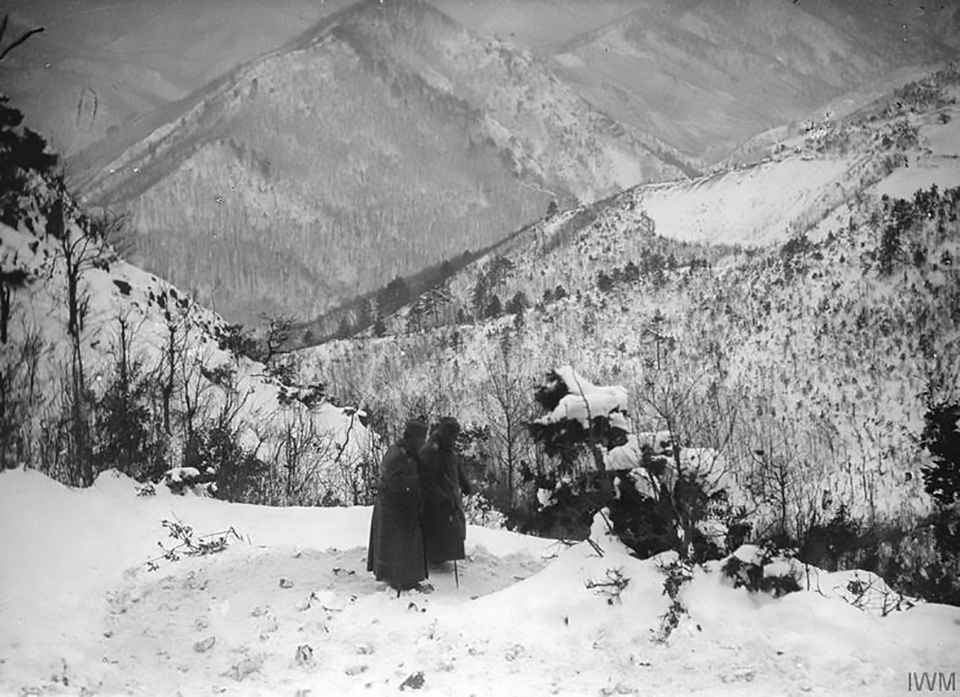
Pedro I durante a Grande Retirada

O reinado de Pedro I, de 1903 a 1914, é lembrado  como a "Idade de Ouro da Sérvia", devido às liberdades políticas irrestritas, à liberdade de imprensa e à ascendência cultural entre os eslavos do sul, que finalmente viram na Sérvia democrática um Piemonte de eslavos do sul.  O rei Pedro I apoiou o movimento de unificação da Iugoslávia, hospedando em Belgrado vários encontros culturais. A Grande Escola de Belgrado foi atualizada na Universidade de Belgrado em 1905, com acadêmicos de renome internacional como Jovan Cvijić, Mihailo Petrović, Slobodan Jovanović, Jovan M. Žujović, Bogdan Popović, Jovan Skerlić, Sima Lozanić, Branislav Petronijević e vários outros.
O rei Pedro I ganhou enorme popularidade após as guerras dos Balcãs em 1912 e 1913, que, do ponto de vista sérvio e eslavo do sul, revelaram-se muito bem sucedidas, anunciadas pelas espetaculares vitórias militares sobre os otomanos, seguidas pela libertação da "Velha Sérvia" (Vilaiete de Kosovo) e Macedônia (Vilaiete de Manastir). 
O território da Sérvia duplicou e o seu prestígio entre os eslavos do sul (croatas e eslovenos em particular, e entre os sérvios na Áustria-Hungria, na Bósnia e Herzegovina, na Voivodina, na Fronteira Militar, na Dalmácia, na Eslavônia, etc.) cresceu significativamente, com Pedro I como o principal símbolo do sucesso político e cultural. Após o conflito entre representantes militares e civis na primavera de 1914, o rei Pedro optou por "aposentar-se" devido a problemas de saúde, reatribuindo em 24/11 de junho de 1914 suas prerrogativas reais ao seu segundo filho, o aparente príncipe herdeiro Alexandre. 

O Estandarte Real do Rei. Pedro, o Libertador, tornou-se o primeiro rei dos sérvios, croatas e eslovenos

### Primeira Guerra Mundial consequências
O rei reformado, passando a maior parte do seu tempo em vários balneários sérvios, permaneceu relativamente inactivo durante a Primeira Guerra Mundial, embora ocasionalmente, quando a situação militar se tornou crítica, visitasse trincheiras na linha da frente para verificar o moral das suas tropas. Sua visita à linha de fogo antes da Batalha de Kolubara no final de 1914 elevou o moral das forças sérvias em retirada e anunciou uma contra-ofensiva, provocando a vitória contra as forças austro-húngaras numericamente superiores (dezembro de 1914). Outra visita memorável em 1915 envolveu o Rei Pedro, então com 71 anos, pegando um rifle e atirando em soldados inimigos. Após a invasão da Sérvia pelas forças conjuntas da Alemanha, Austro-Hungria e Bulgária, em Outubro de 1915, o rei Pedro I liderou o exército e dezenas de milhares de refugiados civis através das altas montanhas da Albânia até ao mar Adriático, num "Calvário conhecido por poucos povos". 
Após a dramática retirada num inverno rigoroso através do ambiente hostil das terras altas albanesas, de Prizren ao litoral albanês, uma marcha que ceifou mais de 100.000 vidas, o rei e o seu exército, exaustos pelo frio e pela fome, foram eventualmente transportados pelos Aliados. para a ilha grega de Corfu no início de 1916. Durante o resto da Primeira Guerra Mundial, o rei Pedro I, já com a saúde muito debilitada, permaneceu em Corfu, que se tornou a sede do governo sérvio no exílio até dezembro de 1918. 
Em 1 de dezembro de 1918, o Rei Pedro I foi proclamado Rei dos Sérvios, Croatas e Eslovenos. O rei Pedro permaneceu no exterior até julho de 1919, depois retornou a Belgrado, onde morreu em 1921, aos 77 anos. Ele foi solenemente enterrado em sua doação em Oplenac, a Igreja de São Jorge, nas proximidades de Topola, na Sérvia Central, onde seu avô Karađorđe, o fundador da dinastia, havia lançado uma insurreição em grande escala contra os otomanos em 1804. 

## Legado

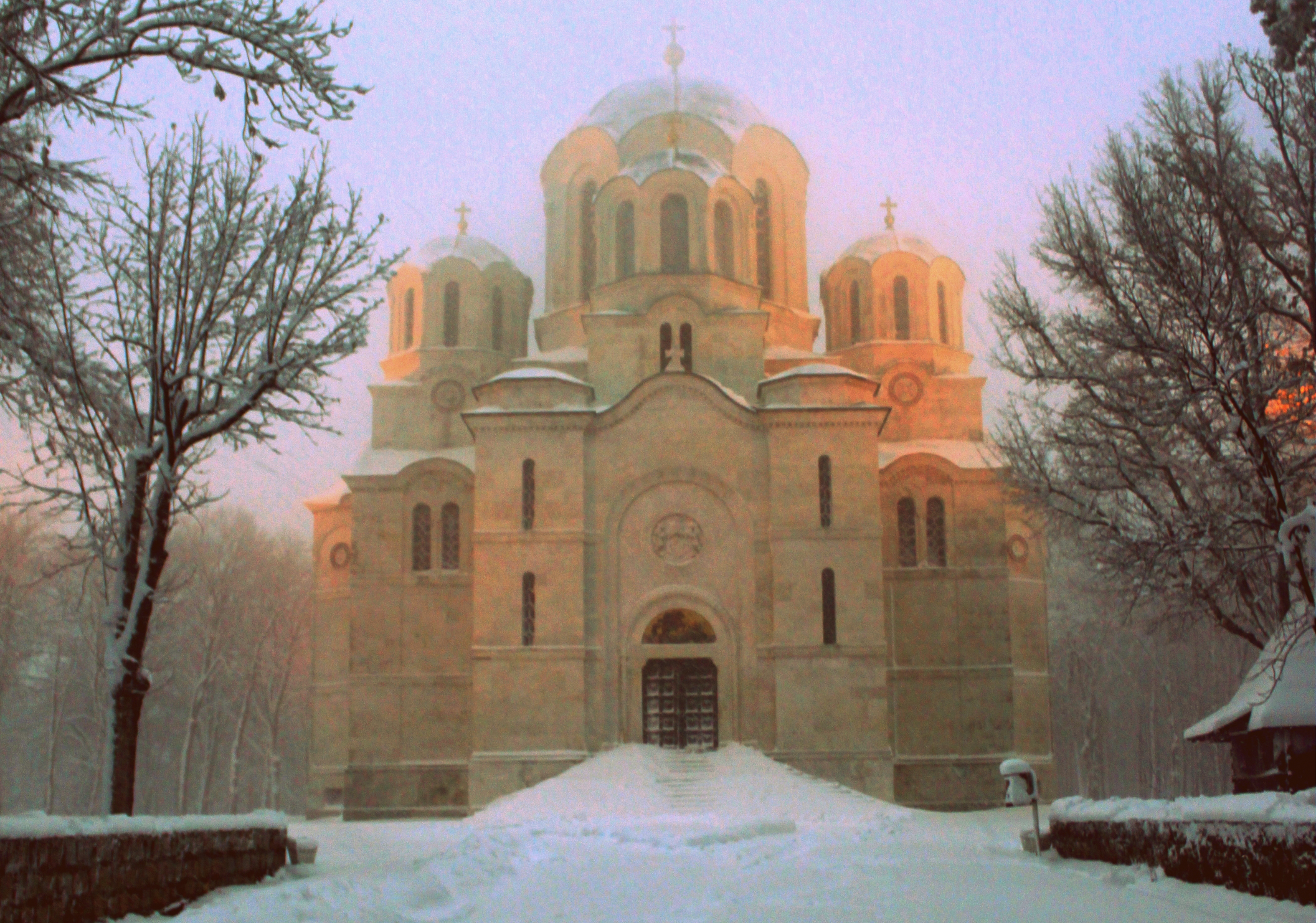
Pedro I fundou Oplenac, que também é um mausoléu da Dinastia Karađorđević

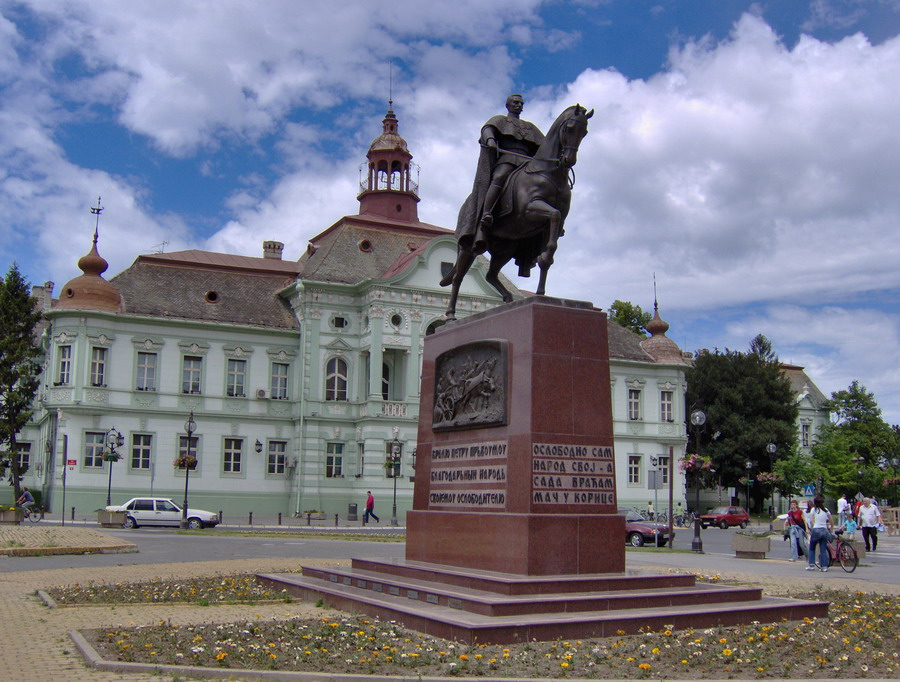
Monumento a Pedro I em Zrenjanin

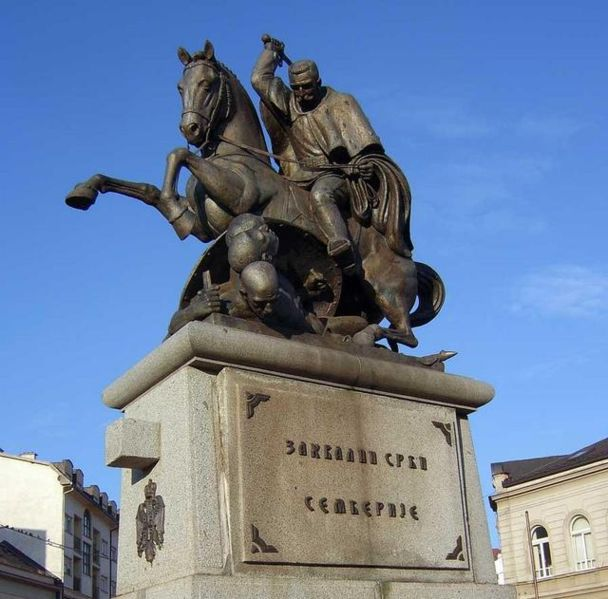
Monumento a Pedro I em Bijeljina

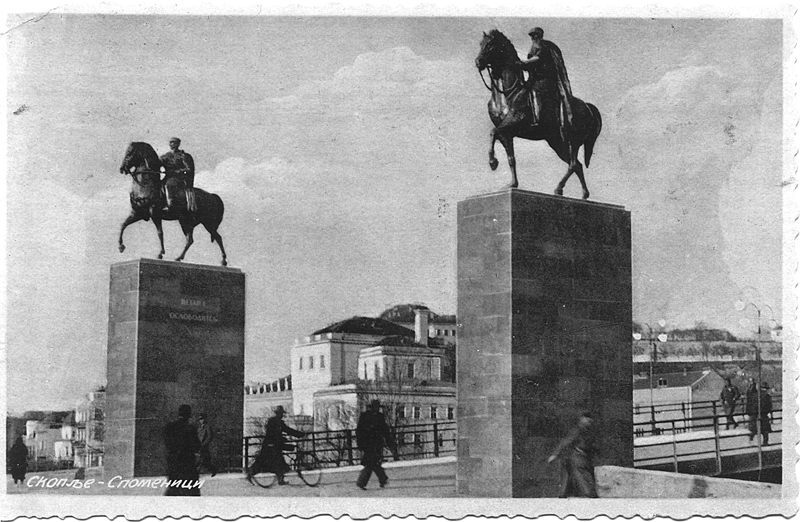
Antigo monumento a Pedro I na Praça da Macedônia em Skopje

Três cidades na Iugoslávia entreguerras receberam o nome do rei Pedro I: Mrkonjić Grad na Bósnia e Herzegovina (ex-Varcar Vakuf), Petrovgrad na Voivodina (Veliki Bečkerek, agora Zrenjanin) e Petrovac na Moru (ex-Kastel Lastva) em Montenegro. Dezenas de monumentos erguidos em sua homenagem em toda a Iugoslávia foram destruídos após a tomada comunista em 1945. Apenas um monumento, em Zrenjanin (antiga Petrovgrad), foi recentemente restaurado, bem como vários monumentos menores em Belgrado e no resto da Sérvia. Os outros monumentos em homenagem ao rei Pedro I foram restaurados ou erguidos na Republika Srpska, na Bósnia e Herzegovina onde o seu estatuto de culto como herói nacional é tão forte como na Sérvia.
Em Paris, uma avenida fora da Champs-Élysées leva o seu nome, Avenue Pierre 1er de Serbie.  Há um modesto monumento dedicado ao rei Pedro I da Sérvia em Orléans, França, quando ele lutou como voluntário no exército francês. Um grande monumento ao rei Pedro e seu filho Alexandre I da Iugoslávia também foi inaugurado em 1936, na Porte de la Muette, em Paris. O filme Kralj Petar I: U slavu Srbije foi lançado no início de dezembro de 2018, estrelado por Lazar Ristovski como Rei Pedro. 

## Honras
| Condecorações e Medalhas Sérvias      |                                                                        |
| Predefinição:Ribbon devices/alt       | Ordem de São Príncipe Lázaro, Colar (somente Ordem Real)               |
| Predefinição:Ribbon devices/alt       | Ordem da Estrela de Karađorđe, Grão-Mestre                             |
| Predefinição:Ribbon devices/alt       | Ordem da Águia Branca, Grão-Mestre                                     |
| Predefinição:Ribbon devices/alt       | Ordem da Estrela com Espadas de Karađorđe, Grão-Mestre                 |
| Predefinição:Ribbon devices/alt       | Ordem da Águia Branca com Espadas, Grão-Mestre                         |
| Predefinição:Ribbon devices/alt       | Ordem de São Sava, Grão-Mestre                                         |
| Medalhas de Serviço Sérvio            |                                                                        |
| Predefinição:Ribbon devices/alt       | Medalha da Cruz Vermelha Sérvia                                        |
| Predefinição:Ribbon devices/alt       | Medalha de Mérito Militar                                              |
| Predefinição:Ribbon devices/alt       | Medalha Comemorativa da Eleição de Pedro I como Rei da Sérvia          |
| Predefinição:Ribbon devices/alt       | Medalha Comemorativa da primeira Guerra dos Balcãs, 1912               |
| Predefinição:Ribbon devices/alt       | Medalha Comemorativa da segunda Guerra dos Balcãs, 1913                |
| Predefinição:Ribbon devices/alt       | Medalha Comemorativa da Campanha Albanesa                              |
| Prêmios Internacionais e Estrangeiros |                                                                        |
| Predefinição:Ribbon devices/alt       | Ordem de São Pedro de Cetinje, Cavaleiro (Montenegro)                  |
| Predefinição:Ribbon devices/alt       | Ordem do Príncipe Danilo I, Cavaleiro da Grã-Cruz (Montenegro)         |
| Predefinição:Ribbon devices/alt       | Ordem da Torre e Espada, Grã-Cruz (Portugal)                           |
| Predefinição:Ribbon devices/alt       | Ordem de Santo André, Colar (Império Russo)                            |
| Predefinição:Ribbon devices/alt       | Ordem da Águia Branca, Cavaleiro da Grã-Cruz (Império Russo)           |
| Predefinição:Ribbon devices/alt       | Ordem de Santo Alexandre Nevsky, Cavaleiro da Grã-Cruz (Império Russo) |
| Predefinição:Ribbon devices/alt       | Ordem de Santa Ana, 1ª classe (Império Russo)                          |
| Predefinição:Ribbon devices/alt       | Ordem de Santo Estanislau, Cavaleiro da Grã-Cruz (Império Russo)       |
| Predefinição:Ribbon devices/alt       | Ordem da Santíssima Anunciação, Colar (Itália)                         |
| Predefinição:Ribbon devices/alt       | Ordem dos Santos Maurício e Lázaro, Cavaleiro da Grã-Cruz (Itália)     |
| Predefinição:Ribbon devices/alt       | Ordem da Coroa da Itália, Cavaleiro da Grã-Cruz (Itália)               |
| Predefinição:Ribbon devices/alt       | Ordem de Osmaniye, 1ª classe (Império Otomano)                         |
| Predefinição:Ribbon devices/alt       | Ordem da Medjidie, 3ª classe (Império Otomano)                         |
| Predefinição:Ribbon devices/alt       | Legião de Honra, Grã-Cruz (França)                                     |